# Dacia Spring
De Dacia Spring of Dacia Spring Electric is de eerste elektrische stadsauto van het automerk Dacia. De Spring is sinds 2021 op de markt als de op dat moment goedkoopste Europese elektrische auto.
Om kosten te besparen op de ontwikkeling is de auto gebouwd op het Renault–Nissan Common Module Family-platform CMF-A EV, waar ook de Renault City K-ZE uit voortkomt, die in China geleverd wordt. Ook het ontwerp is op deze wagen gebaseerd. Moederbedrijf Renault had al rekening gehouden bij het ontwerp van de K-ZE, dat er een Europese variant kon komen. Hiervoor moest deze nog aangepast worden om aan regelgeving te voldoen en daarnaast is de maximumsnelheid van 105 naar 125 km/u opgehoogd.

## Facelift van 2022
In juni 2022 heeft Dacia al haar modellen voorzien van een facelift, waarbij gebruikt wordt gemaakt van een vernieuwd Dacia-logo en een nieuwe grille. De Dacia Spring is sinds deze facelift standaard niet meer voorzien van oranje accenten en is verkrijgbaar in de varianten "Essential" en "Expression", als opvolger van de varianten "Comfort" en "Comfort Plus", respectievelijk.

## Dacia Spring Extreme
In januari 2023 heeft Dacia bekendgemaakt een nieuwe versie van de Dacia Spring uit te brengen, die technisch verschilt met de bestaande varianten; de "Dacia Spring Extreme". Deze variant van de Spring kan 48 kW of 65 pk aan (piek)vermogen leveren, waar de bestaande varianten allemaal 33 kW of 44 pk leverden. Verder heeft dit model identieke eigenschappen zoals laadsnelheid en accugrootte. Wel is de WLTP-range van de auto iets kleiner: 220 in plaats van 230 km. Dit model wordt standaard geleverd met koperkleurige accenten en een "X"-logo aangebracht op het interieur en exterieur.

## Specificaties
De auto heeft in vergelijking met andere moderne elektrische auto's weinig opties en varianten; er bestaan twee uitvoeringen en zaken zoals het interieur of velgen zijn niet individueel aanpasbaar bij aanschaf. De Spring wordt geleverd als Comfort en Comfort Plus, waarbij de laatste variant naast alle opties van de Comfort-variant een achteruitrijcamera, reservewiel en een 17,8 cm (7 inch) multimediascherm met navigatie, Android Auto en Apple Carplay-mogelijkheden biedt. De Comfort Plus kan geleverd worden met oranje accenten aan het interieur en exterieur en de auto is beschikbaar in de kleuren wit, grijs, zwart, blauw en rood.

### Aandrijving
De elektromotor in de auto levert een piekvermogen van 33 kW met een koppel van 125 Nm voor de "Essential"-uitvoering en 48 kW met een koppel van 113 Nm voor de "Extreme"-uitvoering. De elektronisch begrensde topsnelheid bedraagt 125 km/u en de auto kan optrekken van 0 naar 100 km/u in 19,1 seconden (48 kW: 13,7 s).

### Elektrisch systeem
De wagen is uitgerust met een batterij met een capaciteit van 26,8 kWh. De actieradius is 230 km volgens de WLTP-norm, en als een van de weinige elektrische auto's blijkt uit een test van AutoWeek dat de Spring deze actieradius daadwerkelijk kan bereiken en kan overtreffen in ideale omstandigheden. De "Extreme"-uitvoering van de Spring heeft een WLTP-gemeten actieradius van 220 km. De auto is voorzien van een Type 2-connector aan de voorzijde met CCS voor snelladen. De accu van het voertuig kan optioneel voorzien worden van een snellader die met maximaal 34 kW gelijkstroom kan opladen. De maximale laadsnelheid op wisselstroom is 6,6 kW.

### Veiligheid
De Spring is aangepast om te voldoen aan de veiligheidseisen van personenauto's op de Europese markt, en bevat naast frontale airbags voor de bestuurder en passagier ook zij- en tussenairbags. Euro NCAP heeft crashtests uitgevoerd met het 2021-model van de auto en hier een van de vijf sterren voor uitgereikt.
Verder is de Spring voorzien van een (verplicht) radarsysteem in de voorbumper om een automatische noodstop (AEB) te maken wanneer een dreigende impact gedetecteerd wordt. Verder is het voertuig voorzien van een antiblokkeersysteem (ABS) en elektronische stabiliteitscontrole (ESC) en een noodoproepsysteem met SOS-knop dat automatisch de alarmcentrale kan bellen in het geval van een ongeluk.

## Galerij

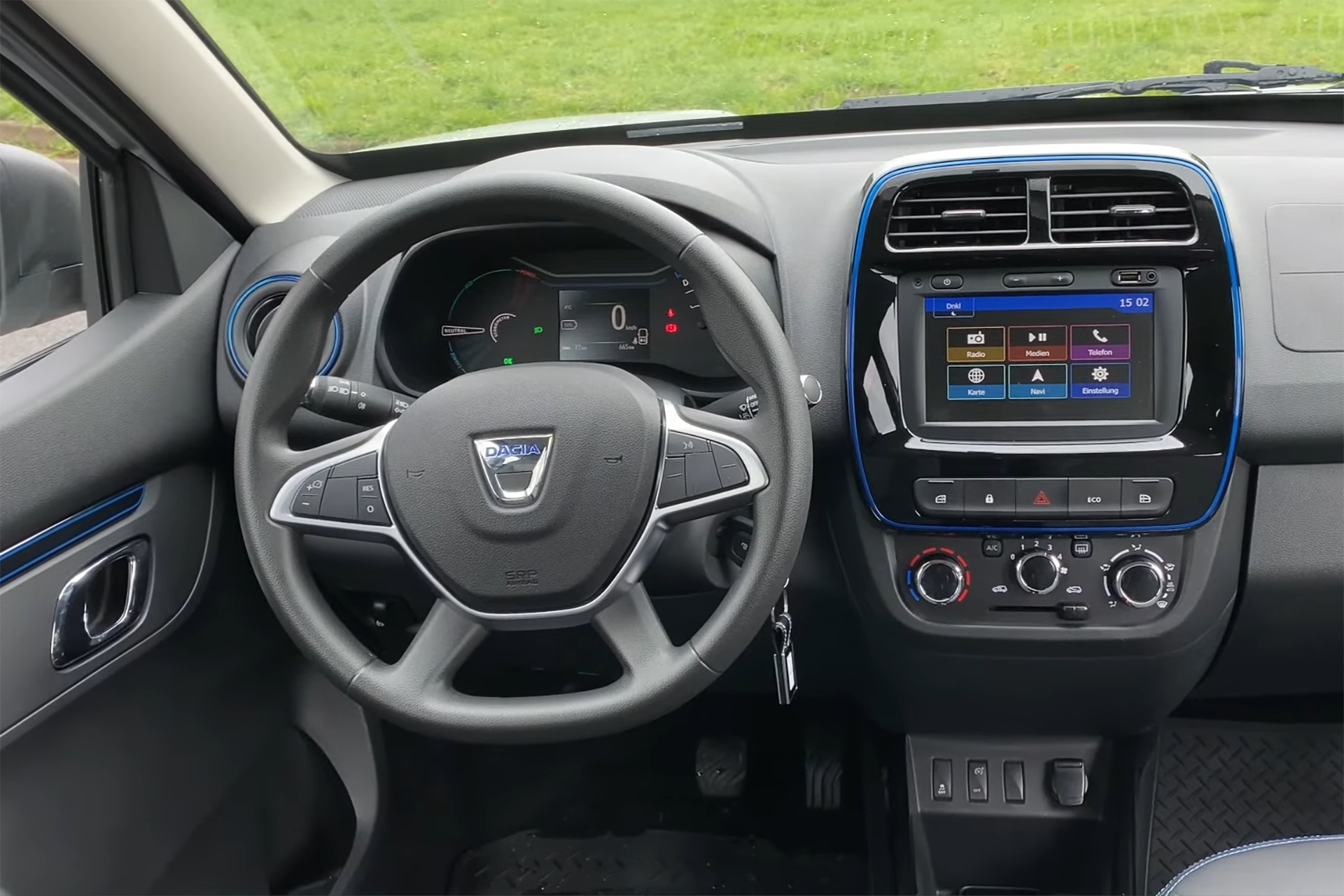
Het interieur van de Dacia Spring (Comfort Plus).
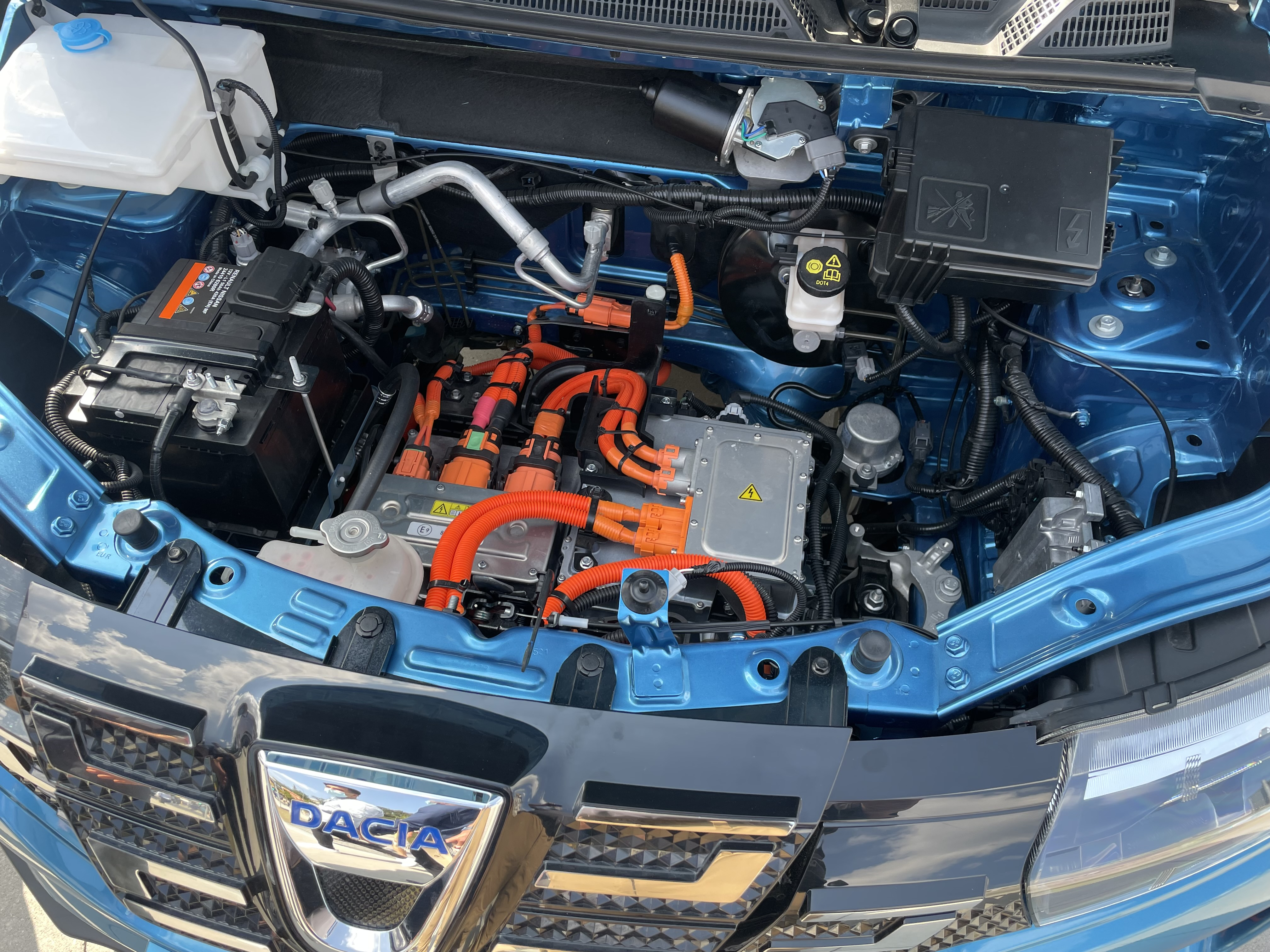
Onder de motorklep van de Dacia Spring. (Modeljaren 2021-2022)
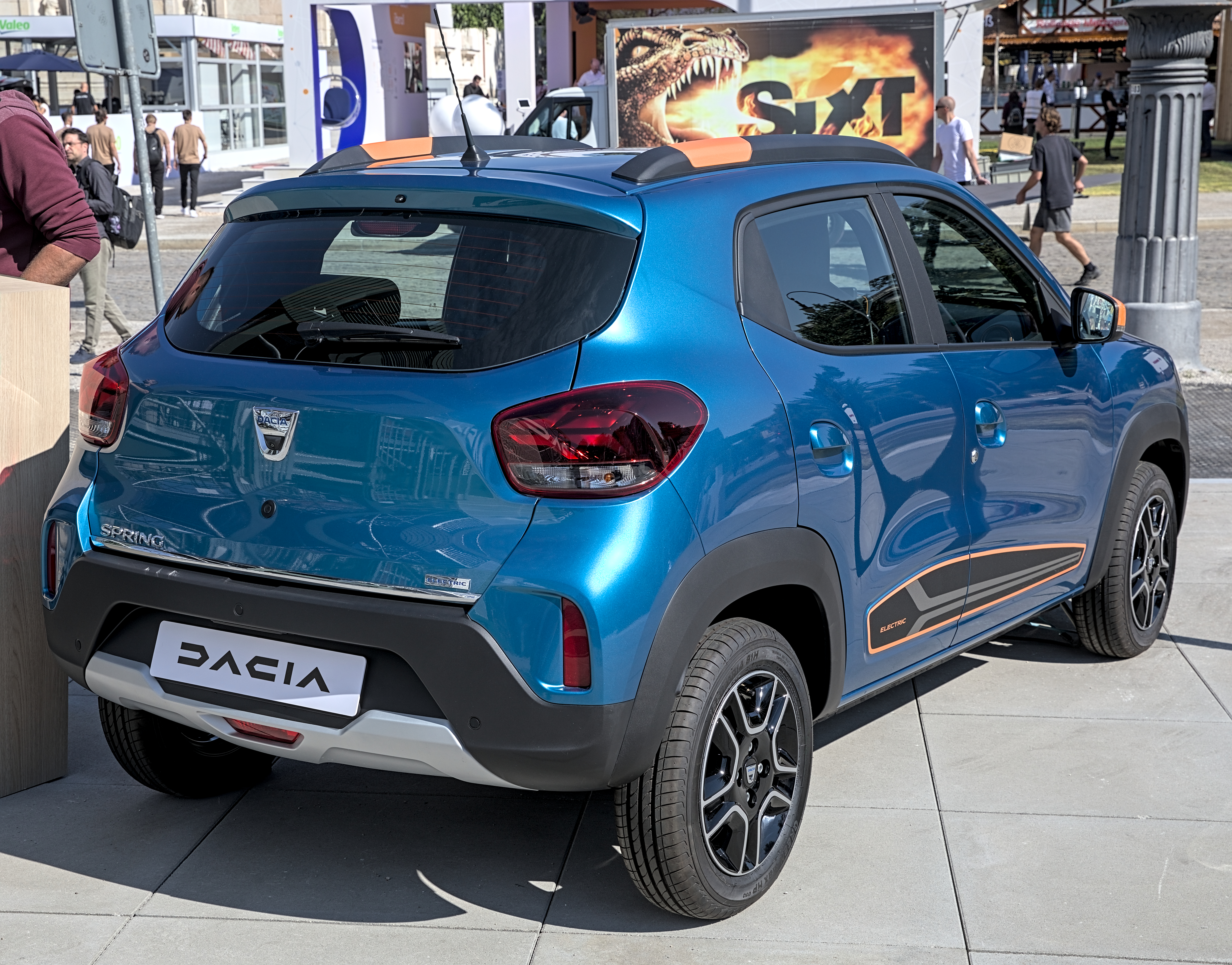
Achterzijde van de Dacia Spring. (Modeljaren 2021-2022)
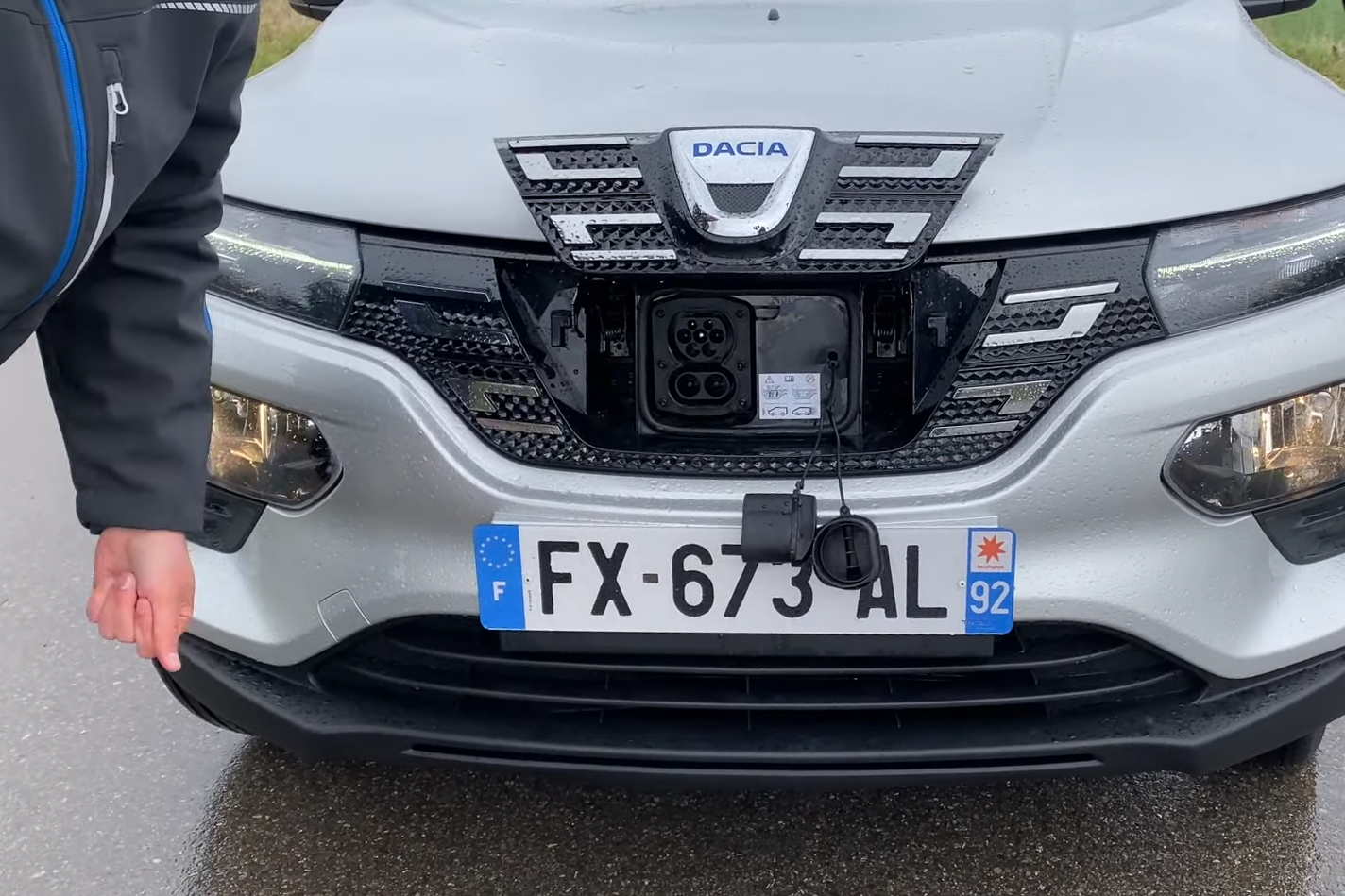
Laadpoort van de Dacia Spring. (Modeljaren 2021-2022)
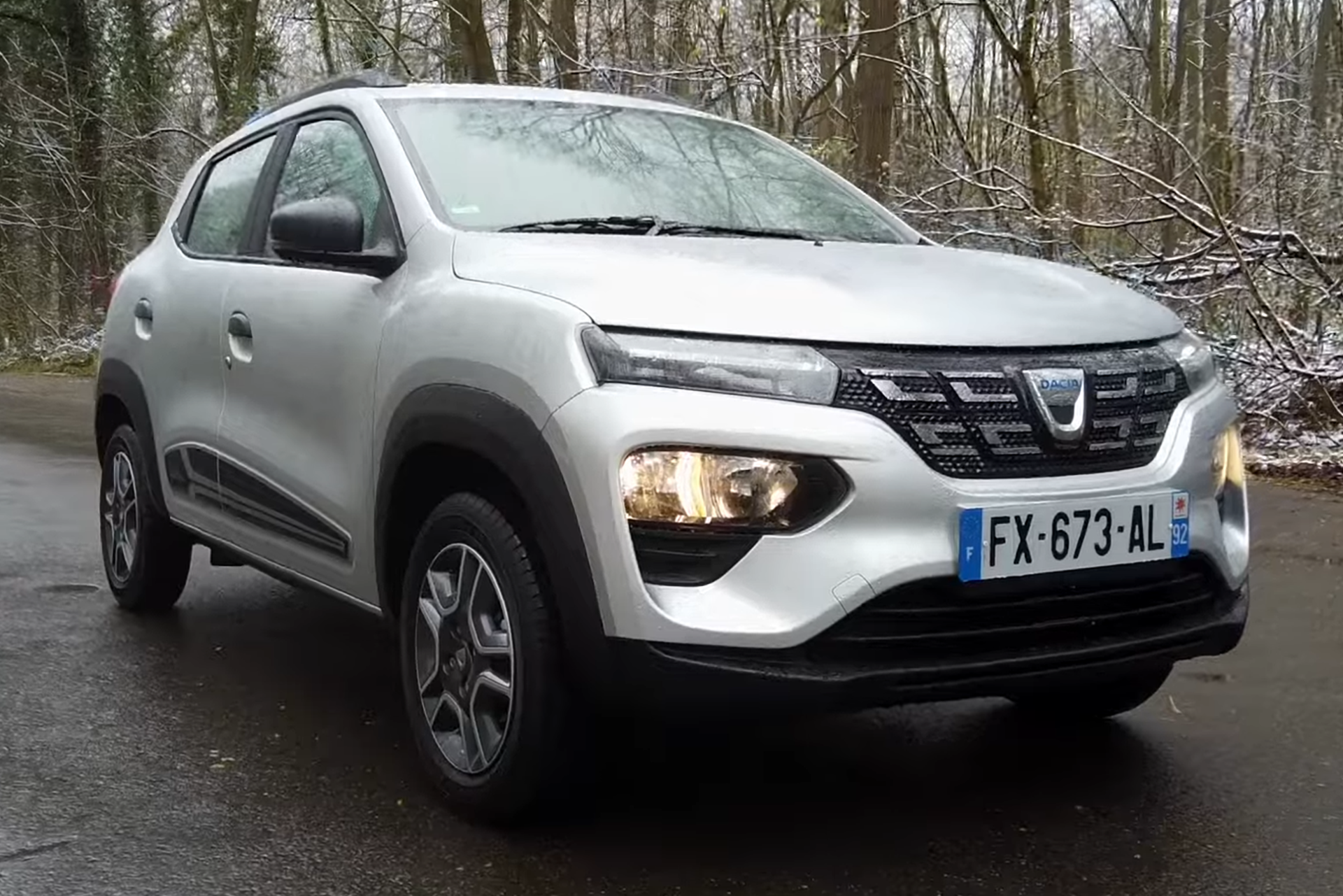
Voorzijde van de Dacia Spring. (Modeljaren 2021-2022)
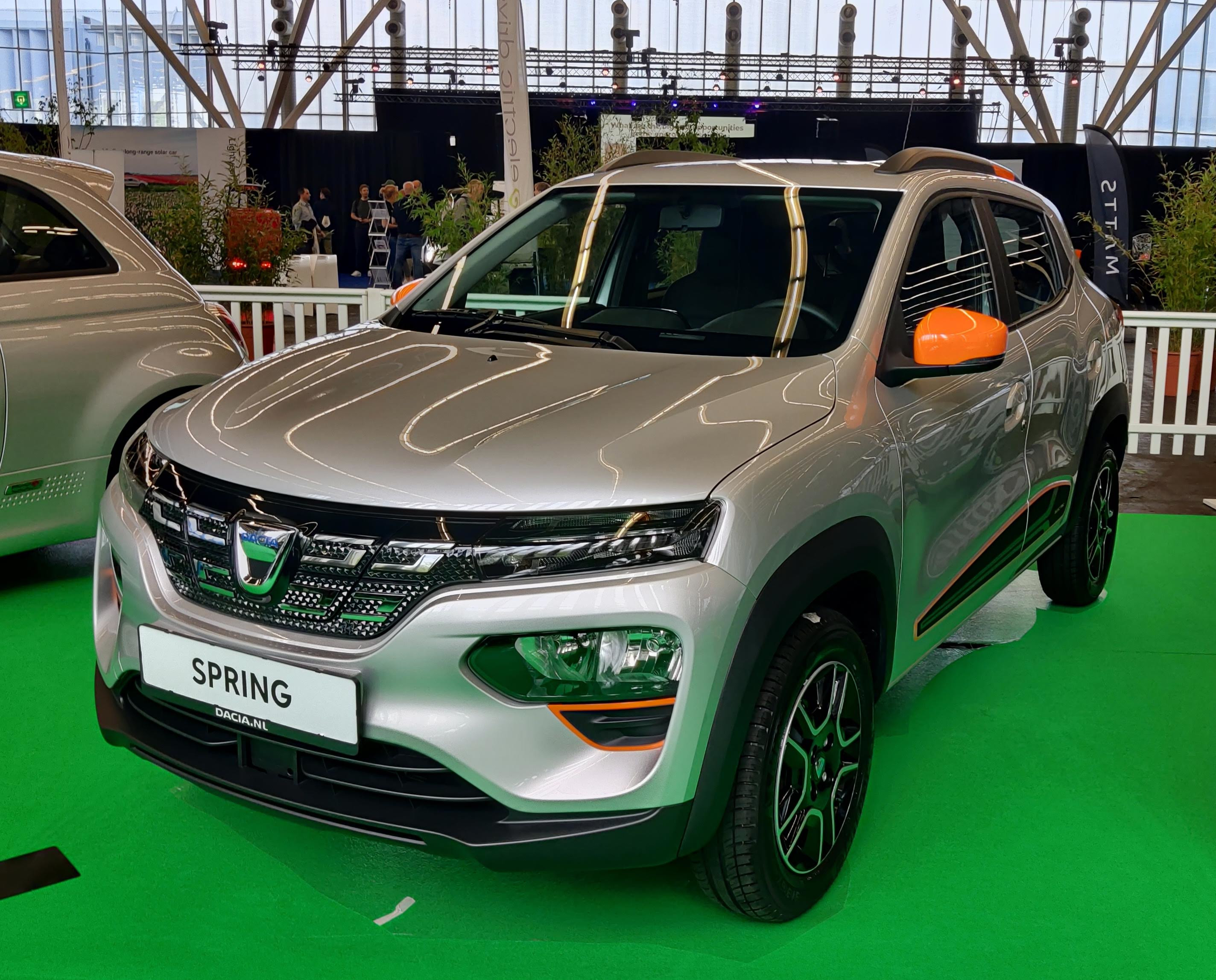
Dacia Spring bij Fully Charged 2022, voorzijde (Modeljaren 2021-2022)
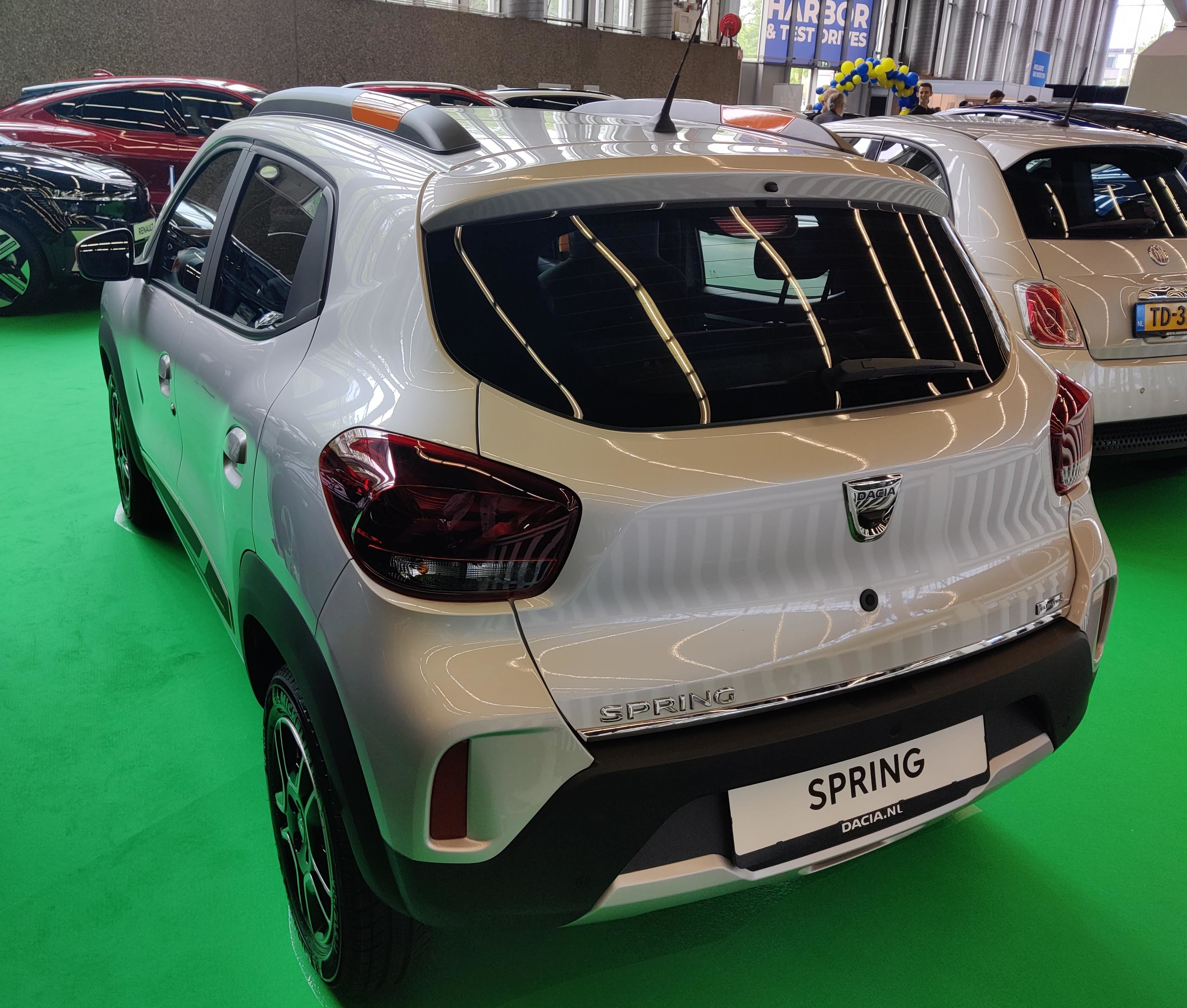
Dacia Spring bij Fully Charged 2022, achterzijde (Modeljaren 2021-2022)
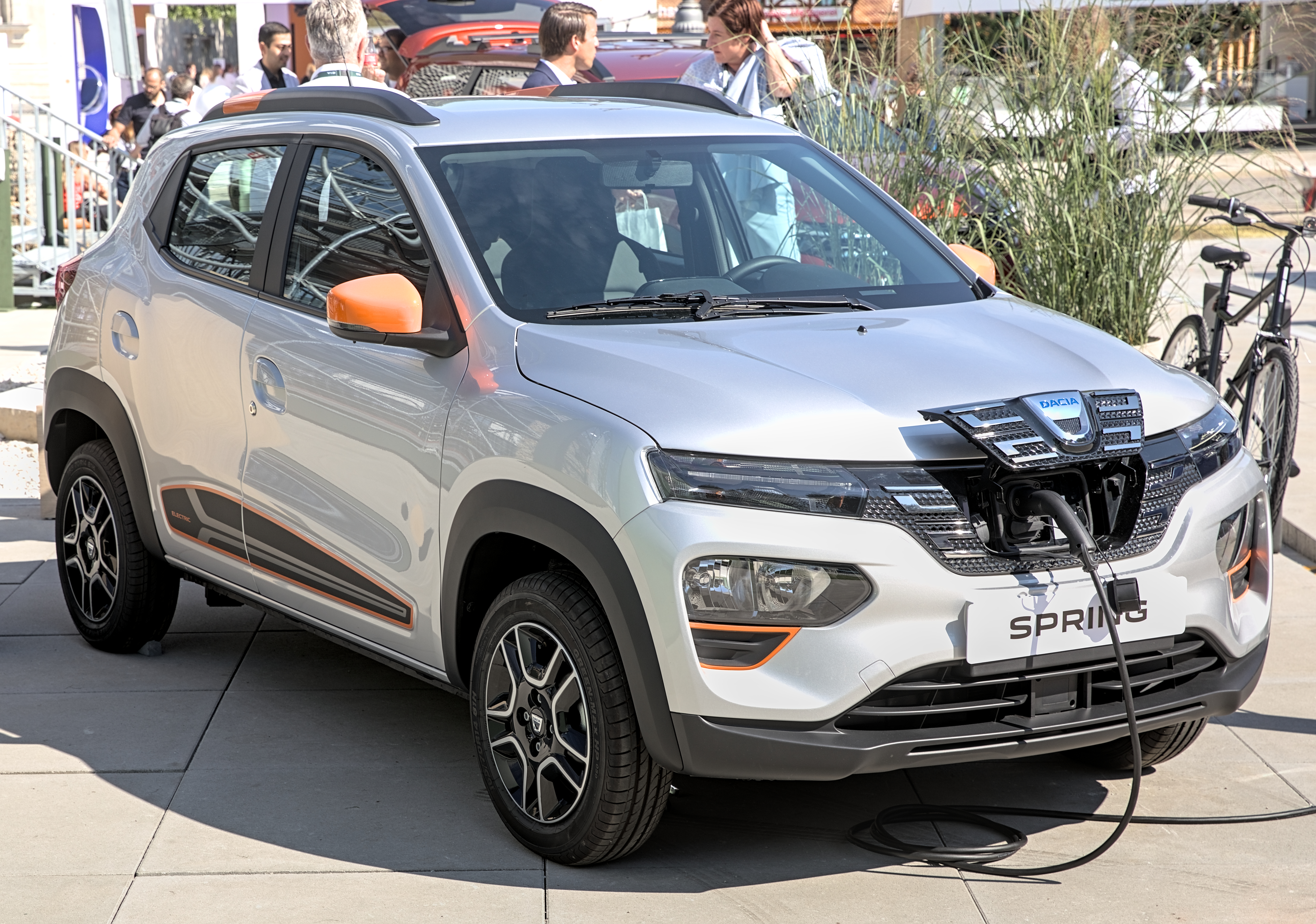
Dacia Spring bij IAA 2021 (Modeljaren 2021-2022)